# Misti (illustrateur)
Pour les articles homonymes, voir Misti (homonymie).
Ferdinand Edouard Ernest Mifliez dit Misti, né le 10 septembre 1865 dans le 10e arrondissement de Paris et mort le 20 juin 1922 à Neuilly-sur-Seine, est un artiste peintre, affichiste, lithographe et illustrateur français.

## Parcours

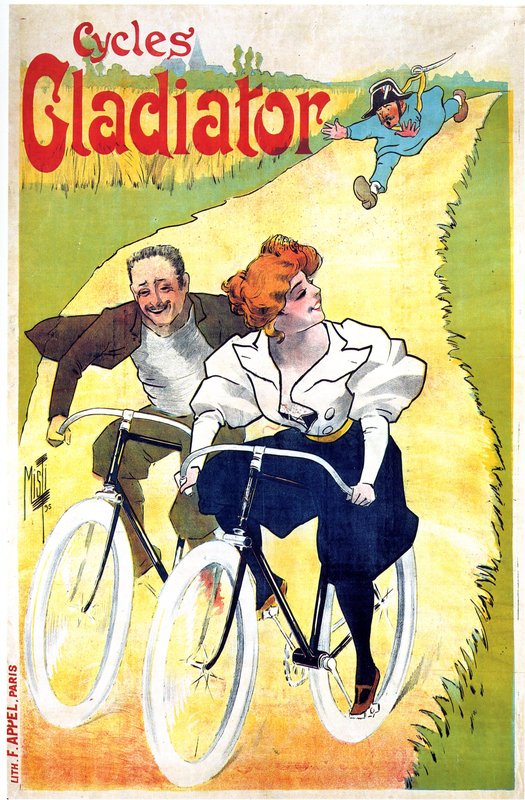
Cycles Gladiator (affiche lithographiée, impr. F. Appel, 1902).

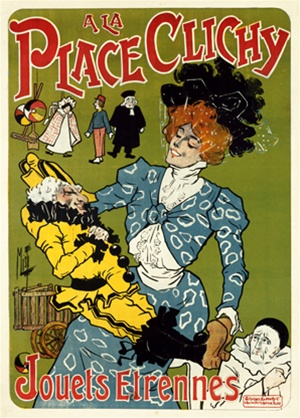
À la place Clichy (affiche lithographiée, s.d.).

Diplômé de l’École des arts décoratifs, élève de Edmond Lechevallier-Chevignard, Ferdinand Mifliez prend le nom d'artiste « Misti » en 1888 et signe ainsi toutes ses œuvres graphiques à venir.
En 1906, il devient membre de la confrérie d'artistes Le Cornet et participe à leurs manifestations jusqu'à sa mort : l'essayiste Charles Péchard nous a laissé une notice biographique sur Misti, l'une des rares de son vivant. Il y est décrit comme musicien et pianiste, et de fait il illustra quelques recueils musicaux de cabaret, des partitions (entre autres de Rodolphe Berger) et des menus.
Misti est surtout réputé aujourd'hui pour ses nombreuses affiches. Son travail figure dans deux numéros de la revue lancée par Jules Chéret, Les Maîtres de l'affiche, à savoir Cycles Gladiator (1895) et La Critique (1896). Chéret imprima d'ailleurs certains de ses premiers travaux lithographiques (chez Chaix et associés) avant que Misti n'ouvre son propre atelier en 1894.

## Quelques affiches
- la poudre d'amidon Ondine (1888)
- Ma Collection, journal artistique et littéraire (1895)
- Neuilly-sur-Seine Fête des fleurs (1894)
- les cycles Humber-Beeston (1895)
- Cycles Gladiator (1895)
- le soulier vélocipédique G. Bigot (1895)
- La Critique dir. Georges Bans (impr. Verneau, 1896)
- les Cycles Le Clément (1902)
- Fête des fleurs de Neuilly-sur-Seine (1903)
- Machines pneus Dunlop, vélodrome d'hiver (1905)
- le Blanc linge de maison (1906)
- les voitures Clément-Panhard
- la compagnie des cycles et autos Hurtu
- le constructeur De Dion-Bouton
- les cycles Alcyon
- les cycles American Crescent
- Cycles Griffon (Courbevoie)
- Automobiles Lebrun et Cie
- la Quinquina du Valet
- l'apéritif Dubonnet
- les Bougies à cinq trous
- Liqueur menthe-pastille de Giffard
- Crimes et châtiments
- la lingerie Au Progrès (Agen)
- le savon Le Petit Chat
- À la place Clichy Jouets étrennes
- Affiche pour un "Concert breton", 1912 (un exemplaire dans la collection du Musée départemental breton, Quimper